# Daystar University
Daystar University is een privé-universiteit in Nairobi, Kenia met een sterk christelijke grondslag. De school wordt deels gefinancierd met geld vanuit de Verenigde Staten. De naam Daystar, 'morgenster' in het Nederlands, is afkomstig van het Nieuwe Testament uit de Bijbel, 2 Petrus 1:19. De rector is Florence Muli-Musiime, en de universiteit heeft zo'n 4.000 studenten. Volgens de universiteit wordt elk lid van Daystar University 'aangemoedigd om Jezus Christus te evenaren in gedrag, woord en manier van leven.'
De universiteit komt voor in de rankings als de nummer 13 universiteit van Kenia, nummer 223 van Afrika en nummer 11205 van de wereld, en is lid van de Vereniging van Afrikaanse Universiteiten.

## Geschiedenis
In 1967 werd Daystar Communications opgericht door S.E Motsoko-Pheko, een politieke vluchteling en journalist uit Zuid-Afrika en het echtpaar Donald en Faye Smith, Amerikaanse missionarissen, met als doel het verbeteren van technieken voor de communicatie van de boodschap van Christus. Ook kon via deze weg het publiek worden geanalyseerd en konden effectievere communicatiestrategieën worden ontwikkeld om dit publiek beter te bereiken. Daystar Communications werd aangestuurd vanuit Bulawayo, Zimbabwe.
In 1971 begon Daystar met het geven van korte trainingen voor kerkelijke leiders om hun communicatiestrategie te verbeteren. In de jaren daarna werd het aantal educatieve activiteiten uitgebreid en werd Daystar eerst een University College en daarna een volwaardige universiteit. Nu heeft Daystar University 15 bachelorprogramma's, 7 master en 2 PhD-programma's.

## Campussen
Daystar University heeft drie campussen:
- Athi River Campus, nabij Nairobi
- Nairobi City Campus
- Mombasa Campus

Athi River Campus heeft faciliteiten voor bachelorstudenten, terwijl masterstudenten en PhD-studenten onderwijs krijgen op de Nairobi City Campus. Het avondonderwijs wordt ook verzorgd op laatstgenoemde campus. De nieuwe Mombasa Campus heeft zowel bachelor- als masterprogramma's en biedt dag- en avondonderwijs aan.

## Schools, centra en instituten

### Schools
Daystar University heeft 5 schools:
- School voor geesteswetenschappen
- School voor bedrijfskunde en economie
- School voor taal- en communicatiewetenschappen
- School voor sociale wetenschappen
- School voor natuurwetenschappen, gezondheid en techniek

### Centra
Daystar University heeft 3 centra:
- Centrum voor kwaliteitswaarborging
- Centrum voor onderzoek, publicaties en consultancy
- Nuru begeleidingscentrum

### Instituten
De universiteit heeft 1 instituut:
- Instituut voor leiderschap en professionele ontwikkeling

## Faciliteiten
De universiteit beschikt over eigen medische voorzieningen voor personeel en studenten. Ook is er een vervoersdienst die studenten en personeel 's ochtends ophaalt op vastgestelde punten langs drie routes, en die ze daar aan het eind van de dag weer afzet. Ook heeft elke campus een kantine waar lunch en diner genuttigd kunnen worden, en heeft elke campus een eigen (studie)boekenwinkel. Daarnaast is er een universiteitsbibliotheek aanwezig.

## Daystar U.S.
Daystar U.S. is een christelijke organisatie die vanuit Minnesota in de Verenigde Staten opereert en daar geld probeert op te halen ten behoeve van Daystar University. Daystar U.S. communiceert daarnaast over de activiteiten van Daystar University. Het geld dat wordt opgehaald, wordt zowel besteed aan algemene voorzieningen voor de universiteit als studiefinanciering voor individuele studenten. Sinds 1988 heeft Daystar U.S. al meer dan 18 miljoen dollar (zo'n 13 miljoen euro) opgehaald voor Daystar University.